# Tolve
Tolve (Tólvə, in dialetto locale) è un comune italiano di 2 881 abitanti della provincia di Potenza in Basilicata.

## Geografia fisica
Tulbium è l'antico nome di Tolve. Il paese, 30 km a nord-est di Potenza, sorge su uno sperone arenario su cui si sviluppa il rione castello, a 568 metri sul livello del mare, alla confluenza dei corsi del torrente Castagno con la fiumara del Bosco. La collina è circondata da monti alti fino a 1000 metri, ricoperti di boschi abitati da una fauna variegata, tra cui vanno segnalati il lupo appenninico ed il cinghiale.
Andando fuori regione geograficamente, Tolve è situata al centro di un immaginario triangolo avente per lati mar Adriatico, Ionio e Tirreno: tutti e tre sono equidistanti poco più di 70 km.

## Storia

### Età preistorica
Dell'età preistorica sono giunte a noi, almeno finora, solo tracce. Due insediamenti neolitici, risalenti al 2800-2500 a.C. sono stati ritrovati alle falde del monte Moltone (816 m) e in località Magritiello. Si tratta di villaggi composti di capanne neolitiche con materiali di risulta di scarso valore, importanti tuttavia perché attestano la frequentazione del luogo già nel III millennio a.C. grazie alla sua posizione strategica.
Alcuni studiosi hanno ipotizzato frequentazioni neolitiche delle numerose grotte che caratterizzano il territorio, come farebbero pensare incisioni rupestri ritenute autentiche e ritrovate sulle pareti delle grotte stesse.

### Epoca pre-romana
Le testimonianze dell'epoca arcaica, quando la Basilicata era abitata dal popolo dei Lucani (il cui sovrano sarebbe stato il mitologico re Italo) sono decisamente più ricche, sono stati infatti ritrovati numerosi insediamenti, anche di notevole interesse storico ed archeologico. I ritrovamenti più noti sono quello della tomba di un guerriero lucano, in località Cappuccini, del quale restano un elmo di tipo corinzio, uno schiniere in bronzo ed un frammento della spada. Si tratta sicuramente della tomba di un personaggio di rango, vissuto tra il VII ed il V secolo a.C.
Tra il VII ed il IV secolo a.C. la presenza umana a Tolve si fa più importante, in relazione alle numerose ed evolute comunità nel territorio. Nella vicina Serra di Vaglio il tempio della Dea Cibele è una testimonianza dei culti di divinità di tradizione italica a cui si affiancavano le tradizioni di origine greca. A questo periodo (IV secolo a.C.) risalgono le ville del Moltone e di piana San Pietro, case coloniche di grandi dimensioni, dotate di comfort evoluti per l'epoca (al momento del ritrovamento il bagno della villa del Moltone era il più antico esempio al mondo di bagno con condotte di scarico), autonome per la produzione di suppellettili e abbellite con elementi decorativi che, seppur rozzi, testimoniano lo spirito evoluto degli abitanti. Sono stati ritrovati elementi fittili e decorazioni che dovevano regalare al prospetto della villa una visione elegante ed imponente a chi vi si avvicinava dalle pendici del Moltone. La villa aveva un cortile con impluvium su cui gravitavano un'area residenziale con 4 stanze ed un piccolo ma funzionale impianto termale ed un'area di servizi per la produzione di suppellettili (una fornace attiva sino al momento dell'incendio che distrusse la villa stessa) e per la custodia degli animali.
La villa venne abitata stabilmente fino al III secolo a.C., quando, anche a causa delle razzie delle truppe di Annibale, il territorio fu progressivamente abbandonato dalle numerose unità rurali di cui si ha traccia.

### Epoca romana
Dalla fine del III secolo al I secolo le tracce di presenza umana stabile sono piuttosto scarse. Si deve arrivare al periodo imperiale per ritrovare segni di una presenza stabile documentata dalla già citata villa di San Pietro, corredata anch'essa di un impianto termale e di pavimentazioni a mosaico dell'età tardo-imperiale e della villa di Piforni. La villa di San Pietro, il cui impianto originale risale al IV secolo a.C., viene abitata a più riprese, soprattutto nel III secolo d.C. e sono state ritrovate tracce di frequentazioni fino al XIII secolo. Numerosi frammenti di colonne romane, di iscrizioni funerarie e di monete di età augustea sono la testimonianza della riabitazione del territorio da parte di autoctoni che ritornano nelle campagne ridiventate sicure dopo l'affermazione dell'Impero di Roma.
Un elemento molto discusso è il cosiddetto Ponte Vecchio o Ponte del Diavolo la cui struttura originaria è di chiaro impianto romano e modificata in epoca medioevale. Alcuni studiosi affermano che è stato costruito in epoca medioevale, ma altri ritengono che vi siano passate le truppe di Gaio Terenzio Varrone di ritorno a Roma, sconfitte nella battaglia di Canne da Annibale.

### Medioevo all'età moderna
In epoca medioevale, Tolve conosce un'ampia espansione dell'attuale abitato. Lo stemma del comune, con un castello a tre torri, ha fatto pensare all'esistenza nel paese di una struttura castellare, ma Tolve non ha mai avuto un castello bensì una fortificazione muraria che avvolgeva tutto il borgo antico, l'attuale centro storico. All'interno del borgo numerose abitazioni e botteghe artigiane raccontano una vita attiva che ne struttura definitivamente le caratteristiche di centro agricolo-pastorale-artigiano conservato fino ai giorni nostri. La dominazione longobarda lascia molte tracce negli usi e nelle abitazioni dei centri fortificati lucani, poi modificati durante la dominazione normanna. A quest'epoca risale la fortificazione dell'attuale rione castello, di cui restano le scarse tracce sopravvissute ai terremoti e all'incuria dell'uomo. Un altro documento importante è datato 1001: si tratta di un documento bizantino, sottoscritto dal catapano Gregorios Tarkaneiotes, che nell'ambito di una contesa territoriale con la vicina città fortificata (kastron) di Tricarico cita Tolve (Toulbas) riportando anche i nomi di cinque suoi cittadini. Tra essi, oltre a Goinandos, Pancratios, Giovanni di Kara e suo figlio, spicca un Sighenoulphos (nome che tradisce la sua origine longobarda). Tra il IX e l'XI secolo il paese rappresenta insieme ad Acerenza la linea di confine tra il mondo cattolico e il mondo bizantino, di cui si conserva traccia nell'antica chiesa del Purgatorio del IX secolo.
Centro fortificato gotico e longobardo, in epoca successiva il paese venne inglobato dai Normanni nella Contea di Tricarico e nel 1250 il feudatario di Tolve è il conte Galvano, zio materno di Manfredi. Tra il 1300 ed il 1500 il feudo di Tolve passa di mano in mano dagli ungheresi ai francesi, e conosce un periodo di prosperità per la fervida attività artigianale nella produzione di armi da fuoco.
Nella ricostruzione proposta dall'Avvocato Giuseppe Antonio Maria Mattia (1935 - 2022) nel libro Tolve nella storia, basata soprattutto sugli archivi privati del dottor Carlo D'Auria, nei secoli XVI e XVII Tolve fu ceduta dapprima al duca Fabrizio Pignatelli di Monteleone, dopodiché passò, per alcuni decenni, a Berlingiero Carafa e da questi a Ettore Brajda; nel 1583 diventa città demaniale. Nel 1628, tuttavia, la Regia Camera dispone, con provvedimento "fedifrago" e perciò impugnato, la vendita di Tolve; se la aggiudica il Barone Rinaldi. Nel 1651 questi la cede a Giovanni Francesco Iovine, duca di Sant'Angelo a Fasanella. Dagli Iovine, nel 1667 il feudo torna alla famiglia Pignatelli, nella persona di Giovan Battista, che acquisisce il titolo di duca di Tolve. Di lì, nel 1722 passa al Principe di Colobraro D. Francesco Carafa, che lo detiene fino alla successione a favore della duchessa D. Faustina Pignatelli nel 1741. Cedendo alle insistenze dei cittadini, oramai da secoli desiderosi di affrancarsi, la duchessa cede il feudo nel 1759 alla c.d. Università di Tolve per la somma di 40.826 ducati, con la garanzia del nobile don Giuseppe Laviano, marchese di Tito e duca di Satriano.
Nel 1647/48 partecipò ai moti antispagnoli, e nel 1799 all'insurrezione repubblicana, innalzando l'Albero della Libertà. A seguito dell'insurrezione, fu catturato e giustiziato il sacerdote tolvese Oronzo Albanese.

### Età contemporanea
Negli anni della seconda guerra mondiale, tra il 1940 e il 1943, una decina di profughi ebrei tedeschi e rumeni furono confinati a Tolve. Uno di loro morì in paese per cause naturali durante il periodo di soggiorno coatto il 26 ottobre 1942. Gli internati furono tutti liberati con l'arrivo dell'esercito alleato nel settembre 1943. Alcuni poterono già emigrare negli Stati Uniti nel luglio 1944; gli altri rimasero in varie località dell'Italia meridionale in attesa della fine della guerra.

## Monumenti e luoghi d'interesse

### Architetture religiose
Nell’ambito del territorio di Tolve vi sono chiese e monasteri extramoenia che anche se abbandonati all’incuria testimoniano la vitalità civile e religiosa della comunità tolvese nei secoli passati. Esse sono state oggetto di svariate indagini, ma sulla ricostruzione della storia di alcune permangono zone d’ombra.

#### Chiesa di Santa Maria dell’Olivo e di Santa Margherita
Alla fine del XII secolo, Tolve ospitò delle fondazioni verginiane (presenti in un numero massiccio nella Basilicata). A testimonianza di ciò vi è una Bolla di Papa Celestino III del 1197 che autorizzava due comunità monastiche a risiedere a Tolve e a erigere due chiese extramoenia, quella di Santa Maria dell’Olivo e quella di Santa Margherita con annessi i monasteri. Delle due chiese non sono rimaste molte tracce, ma sia il toponimo, sia parte di edifici ancora esistenti portano a identificare quella di Santa Maria dell’Olivo con la chiesa triabsidata; abbandonata ancora visibile all’entrata del paese nei pressi di un’antica mulattiera.
Della chiesa di Santa Margherita, invece, non sono pervenute nemmeno queste labili tracce. La sua presenza è comunque confermata da alcuni documenti quali una sottoscrizione e una decretale di un abate del 1220 dove risultava che le due chiese in oggetto erano cresciute grazie alla costituzione di un priorato diretto da un certo Frate Bartolomeo Pegna di Sarmiento. Di particolare valore e importanza storica è il diploma di Federico II del 1220 che attesta la presenza di entrambe le chiese nel territorio di Tolve. Altre fonti che testimoniano l’esistenza delle due chiese sono le bolle di Alessandro IV e Urbano IV.
All’interno dei due monasteri oltre all’ufficio divino con continue orazioni e celebrazioni di messe conventuali, molta importanza veniva data al lavoro manuale, un aspetto della regola sconosciuto alle precedenti comunità monastiche. Il lavoro costituiva un mezzo per vincere l’ozio, per allontanare le insidie della vita sedentaria, oltre che per garantire l’indipendenza economica del monastero. Questo rilievo dato al lavoro permise ai monasteri verginiani di entrare con determinazione nel tessuto sociale, e la cultura del lavoro venne vista come strumento di lotta e di propaganda per fare proseliti alla Chiesa. La presenza dei monaci verginiani a Tolve si era inoltre arricchita delle moderne professioni teologiche. Questo indirizzo dell’attività monastica a Tolve fu di vitale importanza per lo sviluppo economico del paese e per il rinnovamento dell’assetto sociale.
Si sa che nell’agosto del 1543 priore delle due chiese era fra Paolo Sarracino, il quale si trovò al centro di un increscioso episodio, narrato in un memoriale inviato dallo stesso frate alla Santa Sede. Da questo memoriale si evince che un podere confinante con il monastero fu sottratto dal priore Sarracino a un colono che in precedenza aveva trascurato alcuni lavori e fu affidato ad altre persone. Il primo colono non rassegnato a subire quella provocazione poiché voleva ritornare in possesso del fondo, si recò là mentre un gruppo di operai lo stava lavorando. Il colono ne offese alcuni e ne scaturì una rissa nella quale rimase ucciso un operaio. Il frate, intervenuto personalmente, riuscì a catturare l’omicida consegnandolo nelle carceri del feudatario Fabrizio Pignatelli, il quale lo mise a morte dopo un sommario processo.
Il monastero di Santa Maria dell’Olivo prima profanato e poi soppresso nel 1567 a seguito della riduzione dei monasteri, fu venduto al magnifico Francesco Trasente di Tolve; la ratifica della vendita avvenne a Montevergine il 5 gennaio 1569. Quando poi l’8 marzo del 1569 una parte del ricavato di questa vendita fu impegnata in un capitale fruttifero, fu stabilito espressamente che si trattava del ricavato della vendita del monastero Santa Maria dell’Olivo. Il 1 agosto del 1580, il Vicario Generale della congregazione dei verginiani, Don Scipione Silvestro, ritenendo la vendita incauta in quanto effettuata a danno e pregiudizio della congregazione medesima, cercò di recuperare i beni venduti e di riportare il monastero alla sua antica funzione. A questo scopo Scipione Silvestro costituì come suo procuratore frate Paolo Letizia di Tolve che si era offerto di recuperare quei beni addossandosi le spese. Il fatto che il monastero non figuri più nei registri delle famiglie verginiane né di esso vi sia traccia nella “riduzione” del 1596, nel “breve” di Paolo V del 1611 e ancora in quelli di Urbano VIII del 1629 e di Innocenzo X del 1652, testimonia che il tentativo di recupero fatto dall’ultimo priore di Santa Maria dell’Olivo non ebbe nessun effetto; quindi la storia di quel monastero si chiude definitivamente il 5 gennaio del 1569 con la ratifica.
Il monastero di Santa Margherita invece molto probabilmente fu incendiato. Allo stato attuale la chiesa di Santa Margherita è stata inglobata in un lotto di proprietà privata e adibita a stalla. Sono ancora visibili gli archivolti delle navate e un bassorilievo della Madonna della neve.

#### Convento della Santissima Annunziata
Nel 1583 i conventuali di San Francesco iniziarono la costruzione del convento della Santissima Annunziata, che ospitò all’inizio dodici frati ed era staccato dal centro urbano, costruito a monte. A Tolve vi fu quindi una continuità della presenza religiosa e monastica. Il convento acquistò via via i connotati del centro di produzione per l’allevamento e la cerealicoltura. Vi erano due ampi locali adibiti per la trasformazione del latte, la cucina sormontata da un imponente camino e dal forno, il dormitorio, il refettorio, la dispensa. I locali erano serviti da una cisterna sottostante dove arrivava l’acqua defluita da una falda che sorgeva a monte ed alimentava il pozzo ubicato al centro del chiostro. La struttura conventuale possedeva ottanta case soprane e sottane, duecento ettari di terreni, settantacinque bovini, milletrecento pecore, due mule e una giumenta, un centimolo per macinare il grano, un “trappeto” nel casale per le olive, una speziera.
Il convento della Santissima Annunziata sarà chiuso nel 1809, con le leggi napoleoniche, ma ha ancora una struttura che si sviluppa intorno a un chiostro quadrilatero che conserva un pozzo centrale e gli archi sorretti da colonne.
All’interno la chiesa ha un'unica navata con sei nicchie affrescate che contengono a loro volta dipinti sei-settecenteschi trafugati nel 1996 e recuperati nel 1998. Tra questi sono due tele eseguite dal pittore Pietro Antonio Ferro di Tricarico, una Madonna Immacolata con Bambino e Santi Vescovi e, al terzo altare destro, la Madonna con Bambino e i Santi Francesco e Eligio, dipinta nel 1621 e restaurata nel 2017, una delle opere più importanti del maestro di Ferrandina, per la composizione di misurato equilibrio, la morbidezza della stesura pittorica e la dolce intimità dei gesti dei suoi personaggi.
Dietro l’altare, l’abside piatta accoglie tre tavole appartenenti a un pala d’altare smembrata attribuita a Pietro Antonio Ferro raffiguranti l'Annunciazione, San Francesco e Sant'Antonio da Padova. Sotto la pala absidale è un altro dipinto con il Martirio di Santo Stefano. Di particolare importanza e valore è il coro dove è situato un organo a canne, decorato nella balaustra della cantoria da nove tele settecentesche attribuite al napoletano Lorenzo De Caro e raffiguranti Sante francescane e Sante Martiri.
Il convento inoltre per lungo tempo è stato sede dell’Arciconfraternita del Glorioso San Rocco e poi, attualmente, del Municipio. Dopo il sisma del 1980 che aveva fortemente danneggiato la chiesa e il convento, la struttura è stata oggetto di lavori di restauro terminati negli anni novanta che l’hanno riportata agli antichi splendori. Nel 2017 la chiesa è stata di nuovo chiusa al culto per lavori di restauro.

#### Convento cappuccino di Sant’Antonio di Padova
Nel 1585 venne costruita un'altra chiesa extramoenia: il convento cappuccino di Sant’Antonio da Padova che con l’espansione del centro abitativo è stato inglobato all’interno del nucleo urbano del paese. Il convento fu fatto costruire dal padre provinciale Crisostamo da Rivello. L’impianto era costituito da due piani, compreso quello di terra, dove furono sistemati la foresteria, la cucina, il refettorio, la cantina, il magazzino. Al piano superiore c’erano diciannove cellette per l’abitazione dei monaci, mentre la chiesa, piccola e semplice, fu dedicata alla Madonna dell’Olivo, la cui immagine era impressa nel sigillo del convento. Il ceppo dell’albero dell’olivo su cui era seduta una vergine dal volto abbronzato, con in braccio un bambino, era posto in una nicchia della navata sinistra. Attiguo al convento, un grande orto coltivato dai laici.
Dal 1650 al 1671, si avvicendarono superiori e guardiani tolvesi tra cui padre Ludovico e padre Antonio, sotto la cui direzione il convento raggiunse la sua massima fioritura. Il popolo tolvese si trovò unito a questo convento e a quello della Santissima Annunziata soprattutto quando il feudo di Tolve subì, nell’arco di un secolo, tumultuosi avvicendamenti per le varie perdite territoriali. I monaci furono maestri di cultura e di mestieri. Tuttavia i contrasti tra i due conventi erano frequenti: motivi di precedenza nelle processioni o motivi di interesse; ma la causa vera era la divergenza ideologica – religiosa. I conventuali cappuccini erano dediti alla povertà e all’umiltà. I conventuali francescani adusi a maneggiare denari e ricchezza erano una vera industria fiorente.
Il convento dei Cappuccini cessò la sua attività nel 1865: era sopravvissuto per cinquant'anni alla legislazione eversiva del 1809.

#### Chiesa di San Simeone
Nella contrada San Simeone si conservano i ruderi dell’omonima chiesa medievale dipendente dal monastero benedettino di Sant’Angelo del bosco di Avigliano. La chiesa fu costruita fra il XVI e il XVII secolo. Fra i ruderi si vedono due livelli: il più basso, seminterrato, pare fosse destinato alla sepoltura. Nei pressi alcuni resti di edifici testimoniano la presenza di fabbriche annesse alla chiesa databili al Medioevo.

#### Chiesa della Madonna del Carmine
La chiesa rurale della Madonna del Carmine venne costruita nella seconda metà del XVII secolo a seguito di una pestilenza che aveva posto l’emergenza della sepoltura dei morti. Per questo motivo essa venne ubicata in territorio rurale e precisamente in contrada Fiumara alla confluenza dei torrenti Bosco e Castagno. La piccola chiesa prima del lungo periodo di abbandono era anche un punto di riferimento e di sosta per chi si recava a lavorare i campi.
Un ampio sagrato lastricato in pietra naturale anticipa l’ingresso al sacello con portale lapideo a timpano spezzato. Internamente la pianta è rettangolare con pavimentazione rivestita da mattonelle in cotto e copertura a volta a crociera intonacata. Sulla parete absidale a sinistra è inserito un altare di marmo. Qui si conserva la statua della Madonna che viene portata in processione il 16 luglio. Davanti all’antico altare maggiore, nel 2000 è stato posto un piccolo altare di legno a pianta esagonale con la rappresentazione lungo il lato frontale di due cerve che si abbeverano al calice. Vi è poi un leggio con piano di lettura inclinato.
La copertura esterna è a capanna in coppi di cotto. Sul tetto, accanto all’edicola ospitante la statuetta della Madonna del Carmine si erge la piccola cella campanaria a capanna.

#### Chiesa di Sant’Antonio Abate
La costruzione di un'altra chiesa extramoenia, quella di Sant’Antonio Abate, risalirebbe alla fine del XVII secolo. La chiesa sorge su una collinetta e ha un'unica navata. Ha una forma rettangolare in pietra con un piccolo sagrato antistante ed è circondata da una fitta vegetazione. Sulla porta d’ingresso vi è un’apertura circolare con dentro una croce greca metallica. Sul tetto vi è una campanaria a vela e sulla sommità vi è un'altra croce greca metallica. Internamente vi è un altare ligneo e le pareti non sono affrescate. I tolvesi manifestavano il culto di Sant' Antonio con espressioni di religiosità e aspetti folcloristici. Il martedì di Pasqua il sacerdote e i fedeli si recavano nella Cappella di Sant’Antonio Abate. Veniva celebrata la Santa Messa e, in processione, si trasferiva la Statua del Santo in paese, nella Chiesa Madre, dove rimaneva fino a maggio. Quando veniva ricondotto il Santo alla sua Cappella, si portavano gli animali per la tradizionale benedizione, si facevano tre giri intorno alla chiesetta, si compravano i nastri colorati che benedetti, venivano legati al frontale della briglia dei muli, dei cavalli, degli asini. Dopo questa cerimonia alcuni facevano ritorno a Tolve, altri rimanevano a mangiare e a divertirsi nel boschetto sottostante la cappella.

#### Chiesa di San Vito
La chiesa di San Vito è un’ulteriore chiesa extramurale di Tolve. Su di essa però non ci sono molte notizie. Viene menzionata in un Cabreo del 1741 dove sono riportate solo le dimensioni e l’ubicazione della chiesa. Essa sorgeva nella contrada Croce tra le attuali Via Roma e Via Pisacane, era di piccole dimensioni e aveva un arredo sacro molto povero. Nel Cabreo del 1795 tale chiesa non viene più riportata, probabilmente perché era stata distrutta. A testimonianza della sua esistenza rimane un portale in pietra attualmente murato ed inglobato in una abitazione.

#### Chiesa della Madonna della “Difesa di piedi”

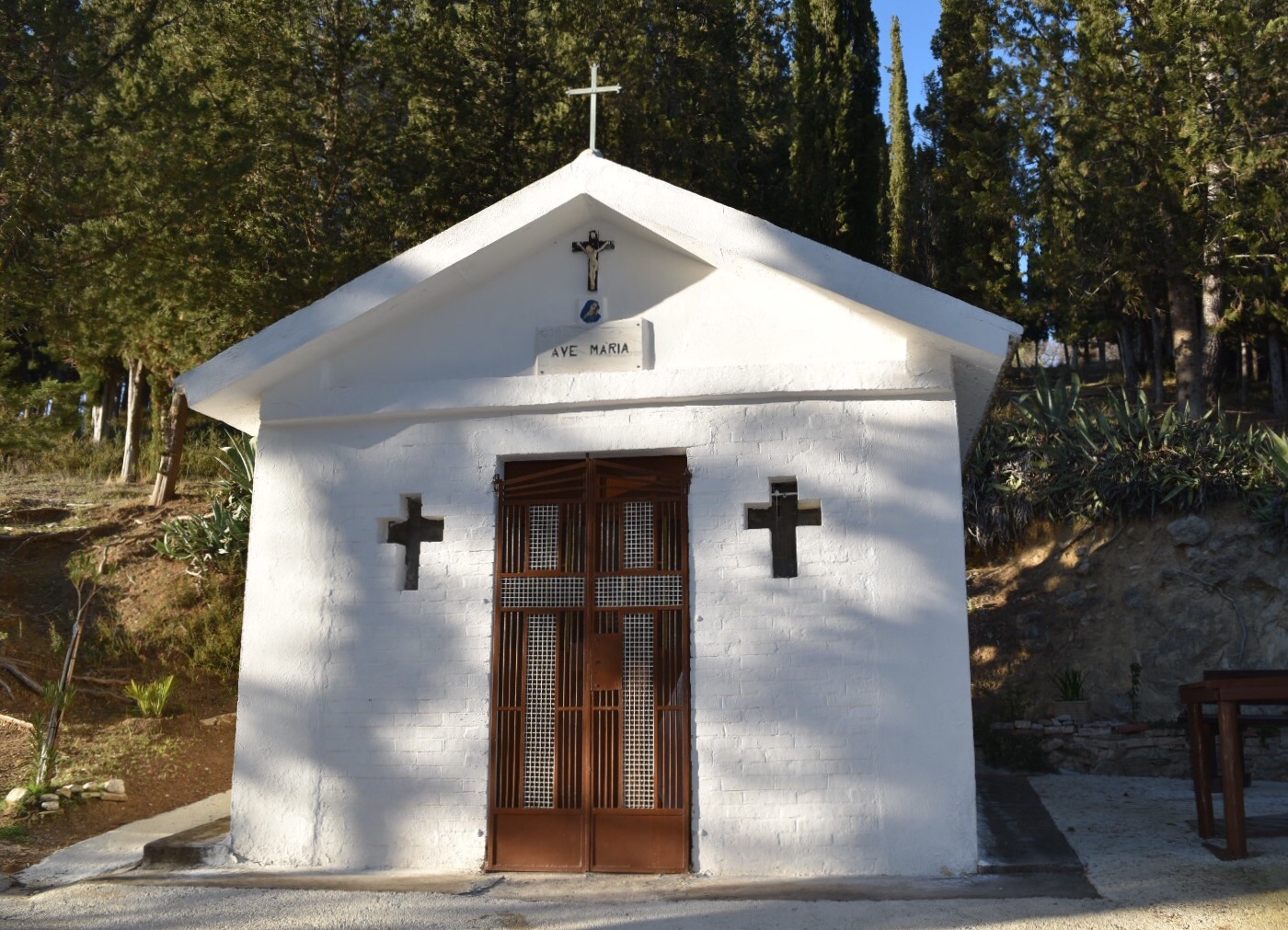

Un’ultima chiesa extramoenia è la piccola cappella della Madonna della “Difesa di piedi” situata nella omonima contrada del territorio di Tolve. Essa venne edificata negli anni Cinquanta del Novecento da muratori autoctoni, durante i lavori di rimboschimento e consolidamento di una parete franosa della predetta contrada. Trova allocazione proprio nello spazio antistante il bosco, ed è anticipata da una piccola edicola votiva, ospitante una statuetta della Madonna.

La cappella si presenta modesta sia all’interno che all’esterno: è la più umile di tutte le chiese rurali esistenti nel territorio di Tolve. Rispecchia i canoni tipici delle costruzioni rurali, infatti ha una pianta ad aula unica rettangolare con pavimentazione a pianella e si può paragonare ad una tipica casetta di campagna. La copertura è a tetto spiovente. Fu costruita con mattoni e altro materiale povero. La facciata è semplice e lineare, presenta un portone di ingresso forato con due croci.

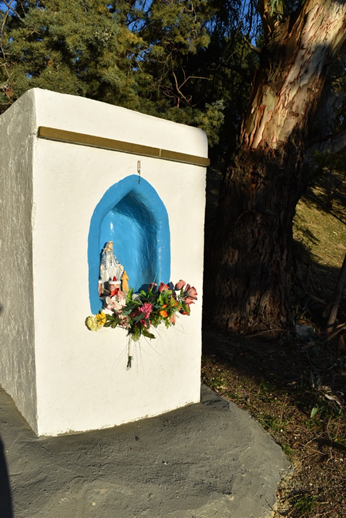

La semplicità della cappella è riscontrabile maggiormente all’interno: vi è un piccolo altare su cui sono stati messi arredi sacri modesti e, sulle pareti privi di decorazioni sono stati affissi alcuni quadri della Madonna, donati da privati cittadini. Sulla parete di destra vi sono una piccola acquasantiera in pietra e una campanella a corda.
Abbandonata per molto tempo, si presentava in uno stato di degrado, con il tetto sfondato e invasa da rovi e sterpaglie. Nel 2005 grazie alla profonda devozione dei fedeli e ai loro contributi volontari è stata oggetto di interventi di miglioramento. La chiesetta non è abilitata al culto, tuttavia vi è celebrata una messa una volta all’anno, il due giugno. Lungo il percorso che porta alla Cappella vi sono delle grotte naturali scavate nel tufo.

## Società

### Evoluzione demografica
Abitanti censiti

### Festa tradizionale di San Rocco

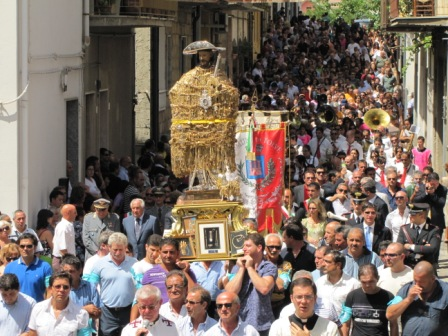
Processione di San Rocco a Tolve

Tra i tanti paesi del Mezzogiorno d'Italia in cui il Santo di Montpellier è venerato e festeggiato, un posto di rilievo va senza dubbio riconosciuto a Tolve, vista la lunga tradizione e la vivacità del culto per il santo che ogni anno richiama, nella duplice ricorrenza della festa, 16 agosto e 16 settembre, decine di migliaia di pellegrini da tutta la regione e dalle regioni vicine, come testimoniano le migliaia di ex voto conservati nella "Casa del Pellegrino".
In entrambe le occasioni, a mezzogiorno, si svolge una solenne processione per le vie del paese.
La statua di San Rocco è portata a spalla dai devoti per le vie cittadine in un solenne corteo che si apre con i Confratelli del Purgatorio in tunica bianca e mantellina rossa. Seguono i pellegrini scalzi, con i ceri delle varie compagnie di appartenenza, artisticamente disposti su basi di legno e raffiguranti chiese, campanili e altre strutture sacre. La vera folla dei pellegrini, di cui alcuni pure scalzi, è quella che segue la Statua e accompagna la processione con un canto tradizionale; La storij r' Sand'Rocc', composto da cento versetti sulle traversie della vita umana e sulla gloria del Santo patrono. In occasione dell'evento festivo la statua è ricoperta da un manto d'oro realizzato componendo i numerosissimi ex voto donati al Santo per testimoniare il particolare legame di devozione e testimoniare le Sue virtù taumaturgiche.
Scrive in proposito Carlo Levi nel suo Cristo si è fermato a Eboli:
«Il discorso cadde così sui santuari e sui santi, e sul San Rocco di Tolve, un Santo di cui io stesso ho potuto conoscere, per prove e favori personali, la particolare virtù. Tolve è un villaggio vicino a Potenza, e c'era stato in quei giorni un pellegrinaggio, come tutti gli anni, al principio di agosto. Uomini, donne e bambini vi concorrono da tutte le province circostanti, a piedi, o sugli asini camminando il giorno e la notte. San Rocco li aspetta, librato nell'aria, sopra la Chiesa. “Tolve è mia, e io la proteggo” dice San Rocco nella stampa popolare che lo rappresenta, vestito di marrone con la sua aureola d'oro, nel cielo azzurro del paese».
La festa di San Rocco di Tolve è celebrata anche in alcune città estere, come Santiago del Cile.

## Cultura

### Tolve nella letteratura
Tolve viene menzionato in almeno 3 libri: in Cristo si è fermato a Eboli di Carlo Levi, in Rosso cardinale di Peter Nichols, in I fuochi del Basento di Raffaele Nigro.

### Studi su Tolve
- Nicola Montesano, Se non fosse per quel santo. Tolve. La storia, il prete, il patrono, Matera 2011.

## Infrastrutture e trasporti

### Strade
- STRADA COMUNALE Tre Ponti-Pazzano
- ex  direzione Potenza per mezzi pesanti superiori a 3,5 t
- ex  direzione Bari
- Oppido Lucano-Tolve
- C.da Pozzillo, Tolve-Borgo Taccone, Irsina
- Strada statale 407 Basentana - uscita 1 Vaglio Basilicata, Cancellara per mezzi pesanti superiori a 3,5 t
- Strada statale 407 Basentana - uscita 2 zona industriale Vaglio Basilicata

## Amministrazione

### Gemellaggi
- Chieri
- Viggiano

## Sport

### Calcio
La principale squadra di calcio della città è il Real Tolve che milita nel girone unico di Eccellenza Lucana, società calcistica nata nel 2005, vanta un campionato di Promozione Lucana vinto nella stagione 2008/2009 e 2 finali di Coppa Italia Regionale disputate nel 2010 e 2014.